# Przetacznik pokrzywolistny

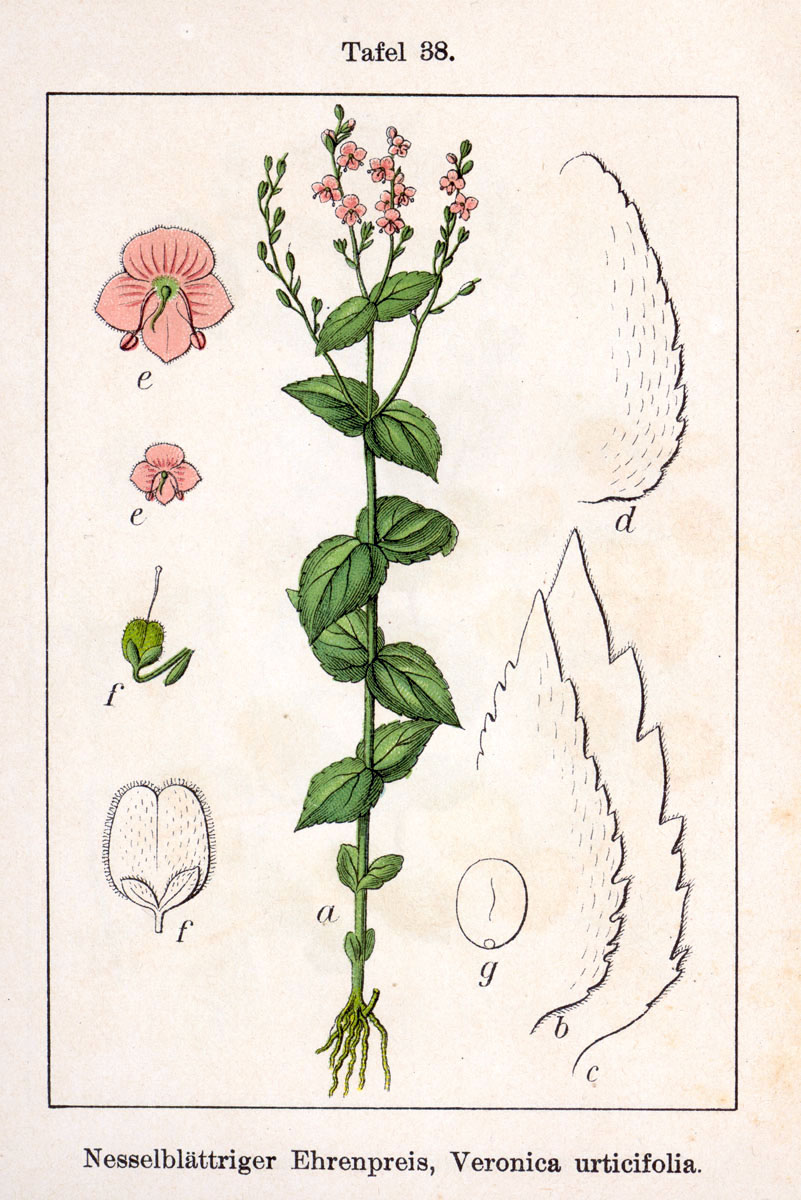
Morfologia

Przetacznik pokrzywolistny (Veronica urticifolia Jacq.) – gatunek rośliny z rodziny babkowatych (Plantaginaceae), w systemach XX-wiecznych klasyfikowany zwykle do trędownikowatych (Scrophulariaceae).

## Rozmieszczenie geograficzne
Występuje w południowo-zachodniej, środkowej i wschodniej Europie. W Polsce jest bardzo rzadki. Występuje tylko na południu: w Pieninach i Beskidzie Sądeckim. W Pieninach rośnie poniżej grani Ligarek, nad Dunajcem u podnóży Facimiecha, poniżej Białej Skały na Bystrzyku i na Czerwonych Skałach. Na stanowiskach tych notowany był już w XIX wieku i potwierdzony w roku 1934 i 2001. Na ruinach Zamku w Czorsztynie wyginął jeszcze przed powstaniem Zbiornika Czorsztyńskiego. W Beskidzie Sądeckim znane są trzy stanowiska: w Łazach Brzyńskich i Brzynie w Paśmie Radziejowej oraz w dolinie Potoku Życzanowskiego w Paśmie Jaworzyny. Podane w 1869 stanowisko na Pogórzu Dynowskim nie zostało później odnalezione.

## Morfologia
ŁodygaWzniesiona, o wysokości 10–70 cm i cała równomiernie owłosiona.
LiścieUlistnienie naprzeciwległe, liście podobne do liści pokrzywy. Dolne są jajowate i krótkoogonkowe, środkowe i górne podłużnie trójkątnie jajowate i siedzące. Wszystkie są zaostrzone, mają brzegi głęboko piłkowane i są rzadko owłosione. Długość liści do 8 cm, szerokość do 4,5 cm.
KwiatyZebrane w luźne grona. Wyrastają na szypułkach od 2,5 do 5 razy dłuższych od kielicha, którego działki mają długość 1–2 mm. Płatki korony bladoróżowe, o szerokości 7–9 mm.
OwocOkrągława, płytko wycięta i ogruczolona torebka o długości 2,5–3 mm. Jej szypułka jest 2-3 razy dłuższa od kielicha i zwykle na szczycie zagięta.

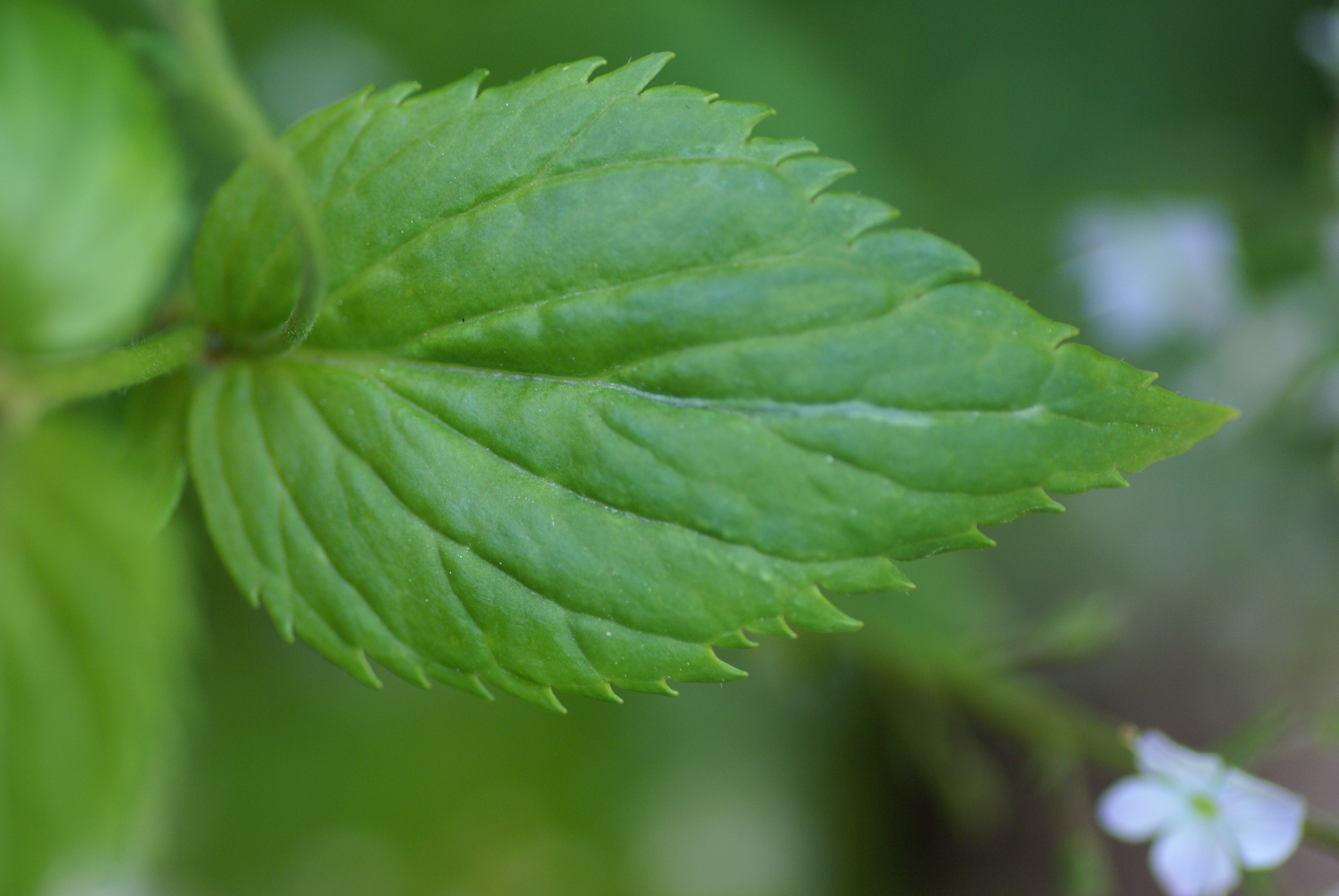
Liść
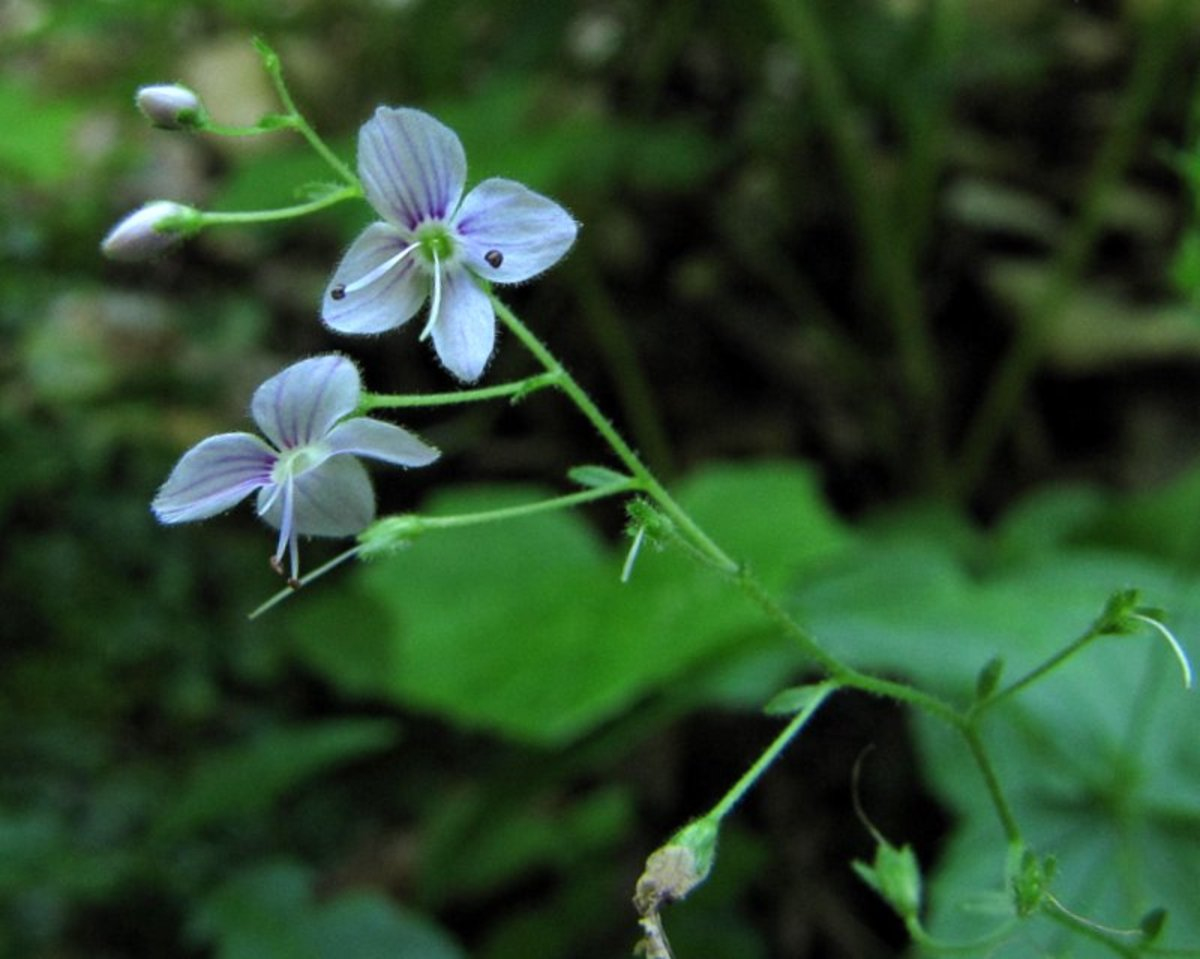
Kwiaty
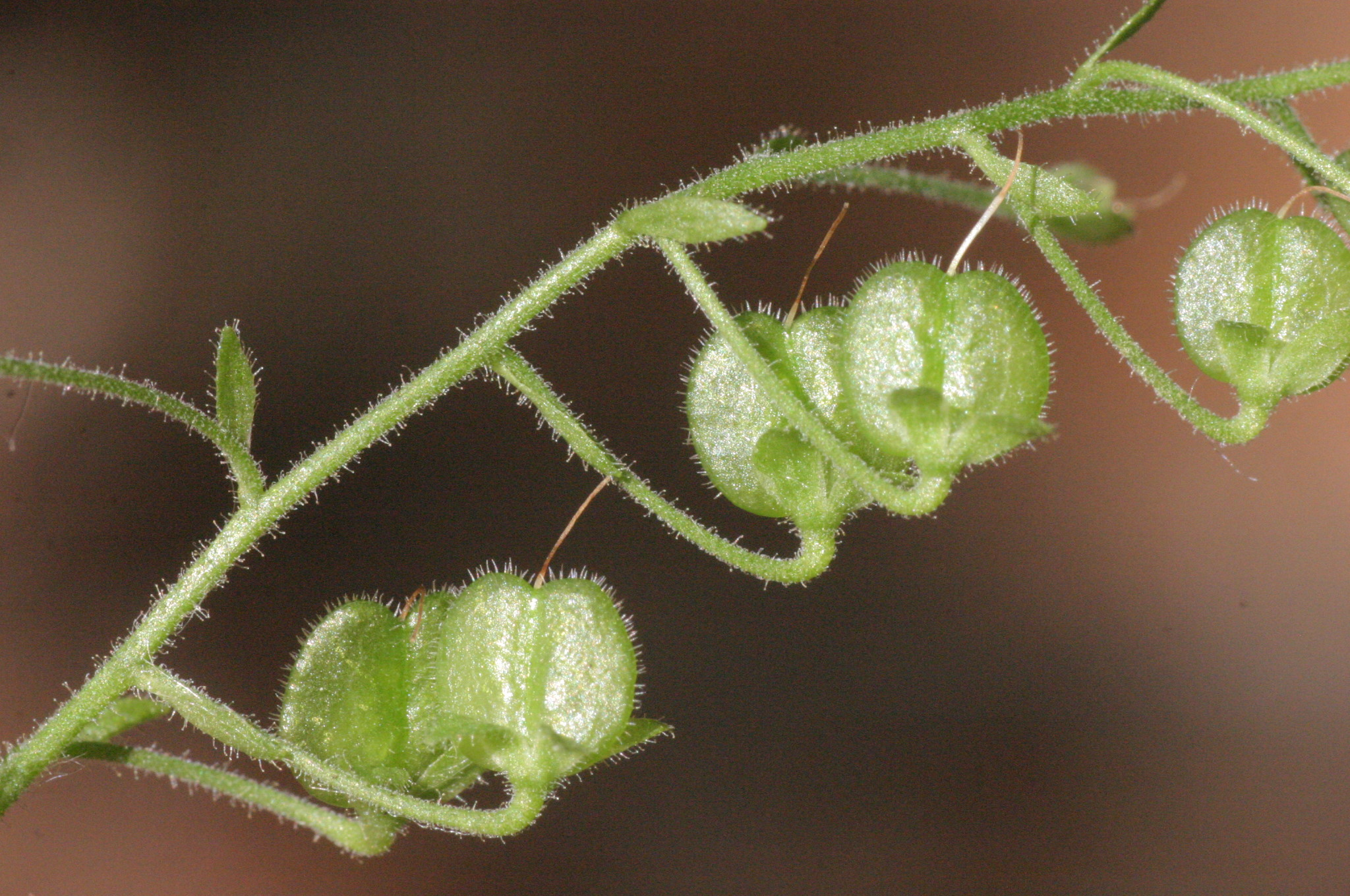
Owoce

## Biologia i ekologia
Bylina, hemikryptofit. Kwitnie od czerwca do sierpnia, zapylana jest przez owady. Najczęściej rośnie na skałach zacienionych lub półcienistych miejscach, często w jarach lub dolinach potoków. Liczba chromosomów 2n = 18 + Co, Ga 1, 2, 4, 5, 6.

## Zagrożenia i ochrona
Umieszczony na polskiej czerwonej liście w kategorii NT (bliski zagrożenia). Mimo występowania w Polsce na kilku tylko stanowiskach nie jest zagrożony. Wszystkie bowiem jego stanowiska są naturalne i niezagrożone przez działalność człowieka ani przez czynniki przyrodnicze. W Pieninach występuje na obszarach ochrony ścisłej, z dala od szlaków turystycznych i w miejscach trudno dostępnych. W dolinie Potoku Życzanowskiego rośnie w miejscu będącym pomnikiem przyrody („Głęboki Jar”). Jedynie stanowisko w Łazach Brzyńskich może być zagrożone ewentualnymi pracami drogowymi.